# 969
El 969 (CMLXIX) fou un any comú començat en divendres del calendari julià.

## Esdeveniments
- Joan I Tsimiscés esdevé emperador romà d'Orient.
- Borís II és coronat tsar de Bulgària.
- El futur papa Silvestre II, Gerbert d'Orlhac, estudia a Vic.

## Naixements
- Olaf I de Noruega

## Necrològiques
- 11 de juliol - Kíiv: Olga de Kíiv, aristòcrata varega de la Rus de Kíev venerada com a santa per les esglésies catòlica i ortodoxa (n. 879).[1]
- 11 de desembre - Constantinoble (Imperi Romà d'Orient)ː Nicèfor II Focas, emperador romà d'Orient, assassinat per Joan Tsimiscés.[2][3]